# Ольбрахциці (Свентокшиське воєводство)
Ольбрахциці (пол. Olbrachcice) — село в Польщі, у гміні Водзіслав Єнджейовського повіту Свентокшиського воєводства.
Населення — 54 особи (2011).

## Демографія
Демографічна структура на день 31 березня 2011 року:
|          | Загалом | Допрацездатний вік | Працездатний вік | Постпрацездатний вік |
| -------- | ------- | ------------------ | ---------------- | -------------------- |
| Чоловіки | 30      | 7                  | 14               | 9                    |
| Жінки    | 24      | 1                  | 9                | 14                   |
| Разом    | 54      | 8                  | 23               | 23                   |